# Bambu Lab
Bambu Lab (chinesisch 拓竹, Pinyin Tuò zhú) ist ein chinesisches Unternehmen, welches 3D-Drucker entwickelt und herstellt. Das Unternehmen hat seinen Hauptsitz in Shenzhen, China, mit Niederlassungen in Shanghai und Austin, Texas. Es wurde 2020 von einem Team von Ingenieuren, welche das Unternehmen DJI verlassen hatten, gegründet.
Das erste Produkt von Bambu Lab, der Bambu Lab X1, ist ein Desktop-3D-Drucker, der 2022 auf Kickstarter eingeführt wurde. Die Kampagne brachte sieben Millionen US-Dollar ein und ist damit eine der erfolgreichsten Crowdfunding-Kampagnen für 3D-Drucker aller Zeiten. Das Time-Magazin nannte den X1 eine der besten Erfindungen des Jahres 2022.

## Kritik
Ein Kritikpunkt an den 3D-Druckern von Bambu Lab ist die Abhängigkeit von Cloud Computing. Im August 2023 führte ein Ausfall der Bambu Cloud dazu, dass einige Drucker unkontrolliert druckten oder gar nicht mehr funktionierten.
Obwohl Bambu Lab die Verantwortung übernahm und neue Sicherheitsfunktionen versprach, verstärkte sich die Kritik im Jahr 2025 nach der Entdeckung einer Sicherheitslücke in der Cloud-Anbindung. Der Hersteller kündigte an, zukünftige Firmwares mit einem Autorisierungs- und Authentifizierungsschutzmechanismus auszustatten. Nutzer befürchteten, dass grundlegende Funktionen, wie das Drucken über das lokale Netzwerk (LAN), die Autorisierung über die Bambu Cloud erfordern und die Verwendung von Slicern von Drittanbietern einschränken würden. Es besteht die Befürchtung, dass Bambu Lab Nutzer in ein Cloud-Anbindung/Abo zwingen will. Der „Right to Repair“-Aktivist Louis Rossmann kritisierte, dass Bambu Lab die Funktionen der Geräte im Nachhinein einschränkt.

## Produkte

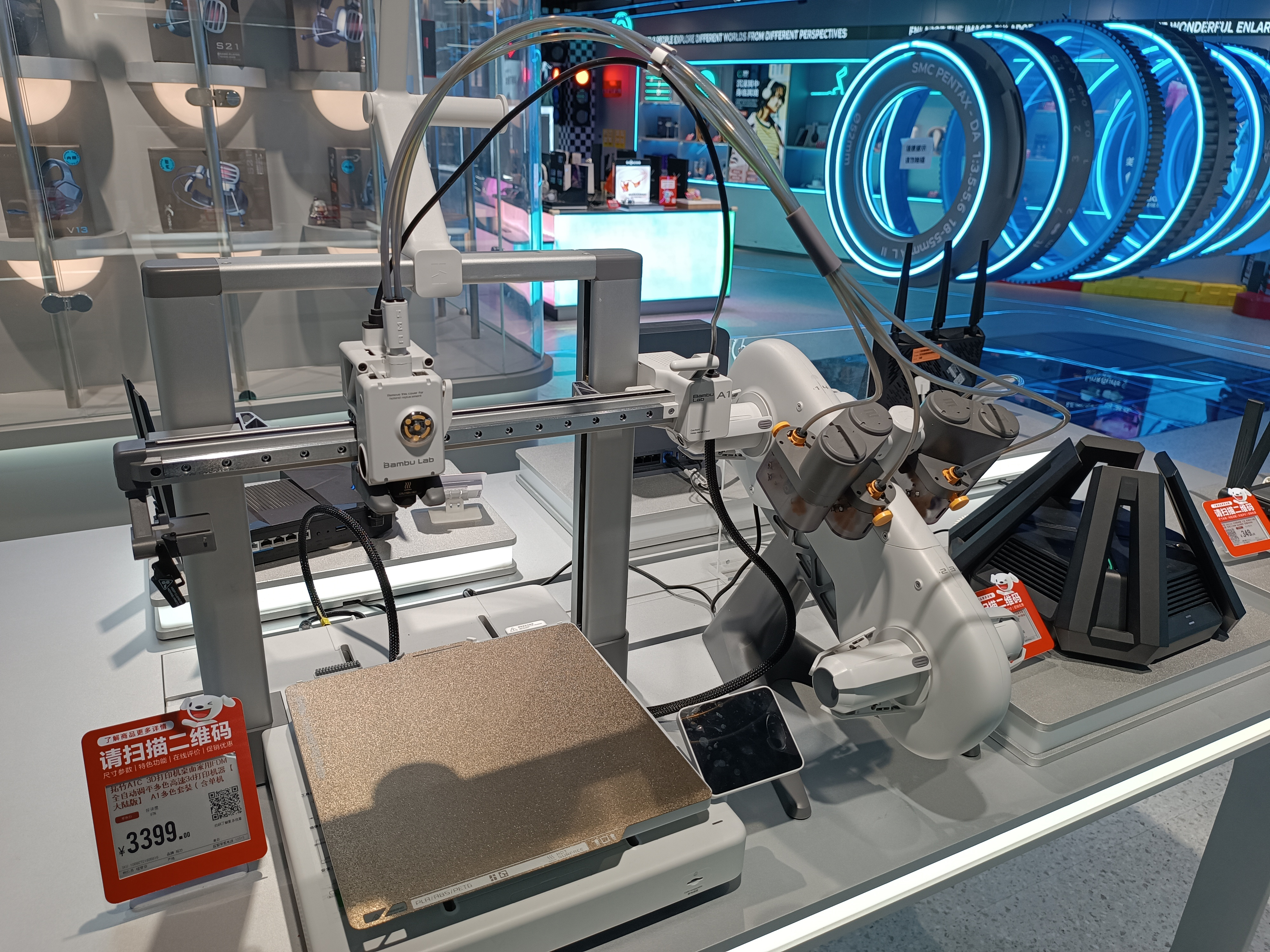
Bambu Lab A1 mit AMS lite

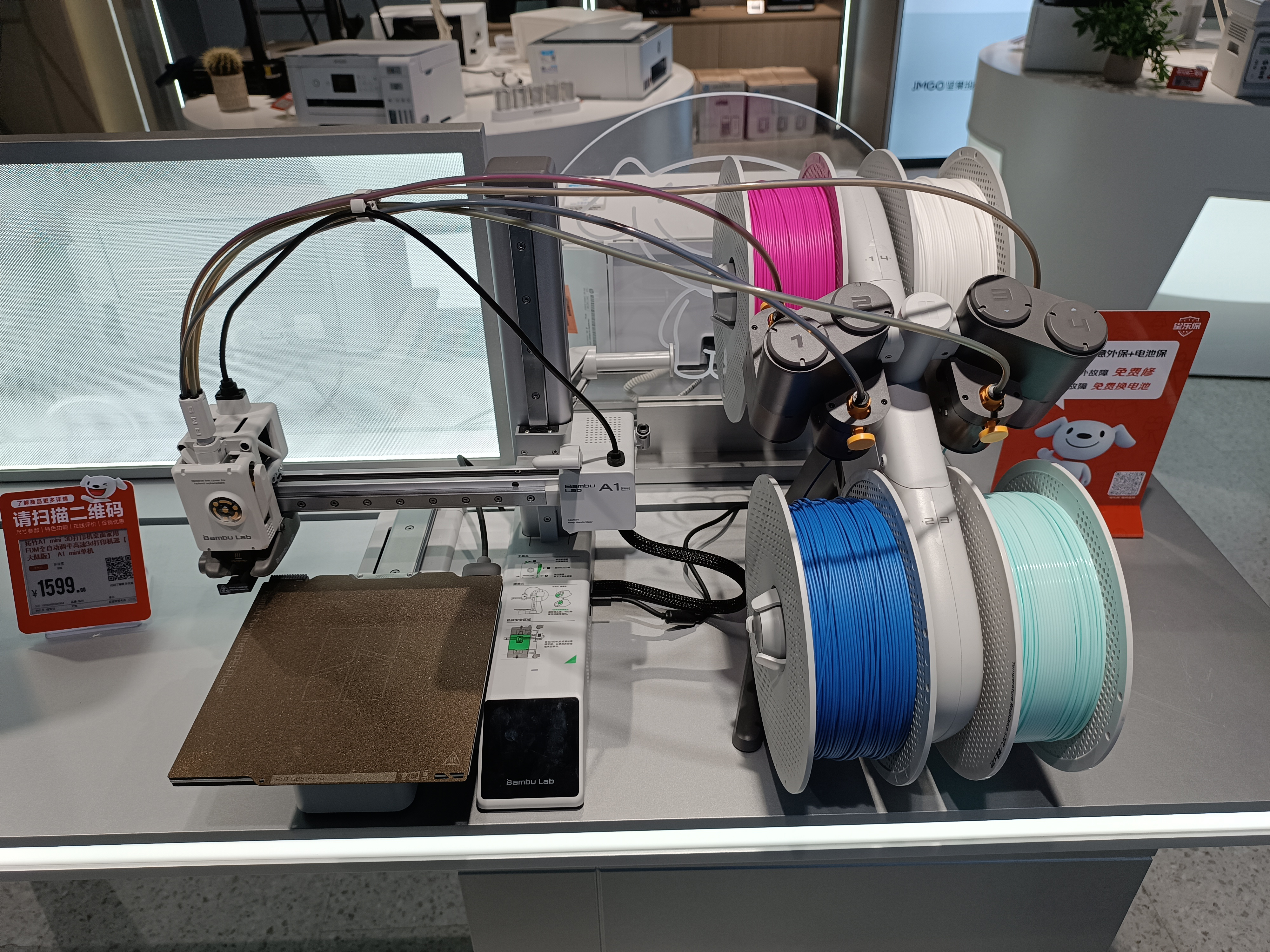
Bambu Lab A1 mini mit AMS lite

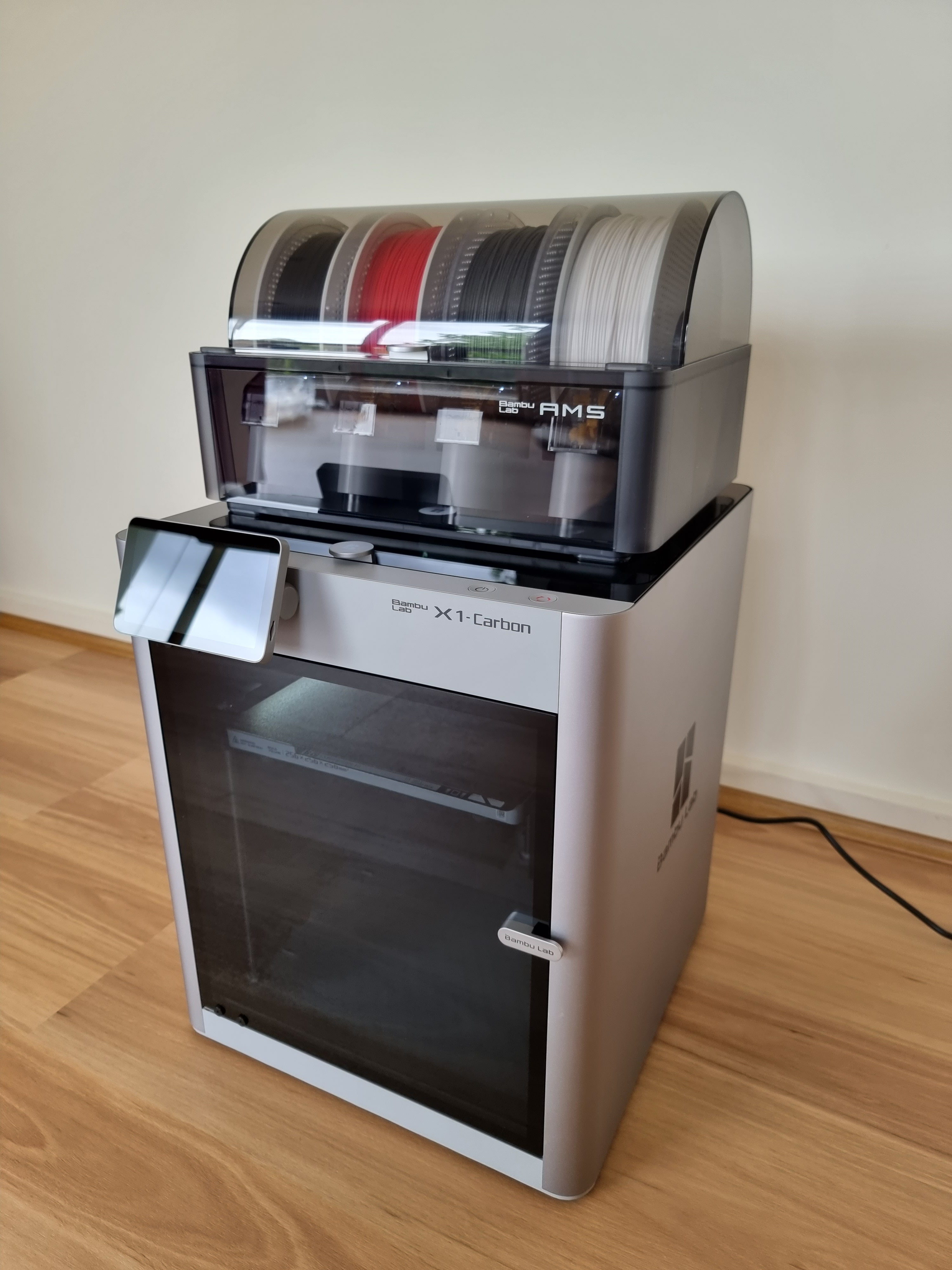
Bambu Lab X1 Carbon Modell mit AMS

Das Unternehmen stellt 3D-Drucker, Filament und Zubehör für den privaten und gewerblichen Gebrauch her. Die wichtigsten Drucker sind:
- A1 – ein Drucker im Stil des Prusa i3 für den privaten Gebrauch[13]
  - A1 Mini – eine kleinere Version des A1, für Hobbyisten zum Drucken kleiner Objekte
- P1S – ein geschlossener Drucker im CoreXY-Design mit erweiterten Funktionen für Profis, welcher mit AMS erweitert werden kann
  - P1P – eine günstigere, offene Version des P1S
- X1 – ein fortschrittlicher CoreXY-Drucker mit High-End-Funktionen, einschließlich eines integrierten LiDAR-Scanners für den privaten und kommerziellen Gebrauch[14]
  - X1E – die Enterprise-Variante des X1 mit zusätzlichen Luftpartikel-Filtern, RJ-45 Ethernet-Anschluss, Bauraum-Heizung und WLAN-WPA2-EAP-Sicherheitsstandard[15]

- H2D - größter Drucker der Bambu Lab-Flotte, ausgestattet mit zwei Düsen. Zusätzlich je nach Konfiguration mit Lasercutter und Plotter. Im Vergleich zu den anderen Modellen mit mehr Sensoren für verbesserte Ergebnisse ausgerüstet[16]

Alle genannten Modelle können über ein automatisches Materialsystem (AMS oder AMS lite in der offenen Variante, AMS 2 Pro und AMS HT bei Modell H2D) mit Mehrfarben-Druck ausgestattet werden. Das AMS 2 Pro und AMS HT unterstützen das Trocknen von Filamenten.

## Produktrückruf
Im Februar 2024 startete Bambu Lab aufgrund von Sicherheitsbedenken einen Produktrückruf des Modells A1. Durch einen Design-Fehler kann ein Kurzschluss im Heizbettkabel entstehen.